# Александру Антонюк
Александру Антонюк (рум. Alexandru Antoniuc; нар. 23 травня 1989, Кишинів) — молдовський футболіст, нападник клубу «Мілсамі».
Виступав, зокрема, за клуби «Зімбру» та «Рубін», а також національну збірну Молдови.

## Клубна кар'єра
У дорослому футболі дебютував 2007 року виступами за команду клубу «Зімбру», в якій провів три сезони, взявши участь у 78 матчах чемпіонату. Більшість часу, проведеного у складі «Зімбру», був основним гравцем атакувальної ланки команди.
Своєю грою за цю команду привернув увагу представників тренерського штабу клубу «Рубін», до складу якого приєднався 2010 року. Відіграв за казанську команду наступні два сезони своєї ігрової кар'єри.
Згодом з 2012 по 2014 рік грав у складі команд клубів «КАМАЗ», «Зімбру» та «Веріс».
До складу клубу «Мілсамі» приєднався 2014 року. Відтоді встиг відіграти за клуб з Оргієва 24 матчі в національному чемпіонаті.

## Виступи за збірну
У 2010 році дебютував в офіційних матчах у складі національної збірної Молдови. Наразі провів у формі головної команди країни 18 матчів, забивши 2 голи.

## Досягнення
- Володар Кубка Росії (1):

«Рубін»: 2011/12
- Чемпіон Молдови (2):

«Мілсамі»: 2014/15, 2024/25
- Володар Кубка Молдови (1):

«Мілсамі»: 2017/18
- Володар Суперкубка Молдови (1):

«Мілсамі»: 2019